# Strmec Sutlanski
Strmec Sutlanski is een plaats in de gemeente Kraljevec na Sutli in de Kroatische provincie Krapina-Zagorje. De plaats telt 104 inwoners (2001).